# Выборы губернатора Свердловской области (2003)
Выборы губернатора Свердловской области (первый тур) состоялся в Свердловской области 7 сентября, второй тур 21 сентября 2003 год.
На день голосования в Свердловской области было зарегистрировано 3 417 001 избирателей.
Председатель областной избирательной комиссии — Владимир Дмитриевич Мостовщиков.

## Первый тур
1. Баков Антон Алексеевич: 165 610 14,43 %
2. Вихарев Андрей Анатольевич: 157 081 13,68 %
3. Кузнецов Юрий Григорьевич: 82 973 7,23 %
4. Петров Евгений Михайлович: 23 945 2,09 %
5. Россель Эдуард Эргартович: 491 834 42,85 %
6. Сарваров Нязип Назифович: 60 830 5,30 %

Против всех кандидатов: 145 781 12,70 %
Число избирателей, принявших участие в выборах:
- абсолютное:	1 148 397
- в процентах:	33,61 %

Число избирателей, принявших участие в голосовании:
- абсолютное:	1 147 866
- в процентах:	33,59 %

## Второй тур
1. Баков Антон Алексеевич: 328 415 29,97 %
2. Россель Эдуард Эргартович: 608 519 55,53 %

Против всех кандидатов: 143 167 13,06 % 
Число избирателей, принявших участие в выборах:
- абсолютное:	1 096 254
- в процентах:	32,06 %

Число избирателей, принявших участие в голосовании:
- абсолютное:	1 095 878
- в процентах:	32,05 %